# Mississippi Queen (Brettspiel)
Mississippi Queen ist ein Spiel für 3 bis 5 Spieler, von Werner Hodel. Das Spiel erschien 1997 bei Goldsieber Spiele und wurde in diesem Jahr zum Spiel des Jahres gewählt, 1998 erschien bei Rio Grande Games eine englische Ausgabe.

## Hintergrund und Ausstattung
Das Spiel entführt die Spieler in den April des Jahres 1871. In New Orleans treffen sich die besten Raddampfer-Kapitäne zum alljährlichen Wettrennen auf dem Mississippi. Es geht dabei um den Titel der Mississippi Queen, des schnellsten Dampfers des Mississippis.
Das Spielmaterial besteht neben der Spielanleitung aus zwölf Flussteilen und einer Landungsmole, einem Messstab, fünf Raddampfern (Schwarz, Weiß, Rot, Braun und Grün) mit zehn Schaufelrädern in Schwarz und Rot, 16 Passagieren und einem sechsseitigen Spezialwürfel. Die Flussteile sind in 20 Sechseckfelder aufgeteilt. Sie können in drei verschiedene Richtungen miteinander verbunden werden, so dass der Flusslauf variieren kann. Der sechsseitige Spezialwürfel besitzt jeweils zwei gerade Pfeile, zwei Kurven nach links und zwei nach rechts. Die Passagierfiguren sind aus Kunststoff.

## Spielablauf
Ziel des Spiels ist es, seinen Raddampfer so schnell wie möglich ins Ziel zu schippern, unterwegs müssen dabei Passagiere an Bord genommen werden. Die Krux an der Geschichte: der Flusslauf ist nicht bekannt, man muss deshalb vorsichtig sein bei der Navigation, denn zu allem Übel ist die Kohle an Bord knapp.
Alle Spieler beginnen mit ihrem Raddampfer auf einem Flussteil. Die zwei sechseckigen „Schaufelräder“ zeigen die Geschwindigkeit des Schiffes und den Kohlevorrat an. Beschleunigen und Abbremsen kosten Kohle, und wer nicht genügend hat, der läuft auf Grund und sieht das Ziel nur aus der Ferne.
Reihum navigieren die Spieler, je nach Geschwindigkeit steht eine bestimmte Anzahl von Bewegungspunkten zur Verfügung. Verlässt ein Raddampfer das Flussfeld, wird mit dem Spezialwürfel ermittelt, wie das nächste Flussstück an das bestehende Flussbett angelegt wird, dadurch entsteht bei jedem Spiel ein neuer Flusslauf. Hat jeder Spieler gezogen, wird die Zugreihenfolge neu bestimmt: wessen Boot am weitesten vorne ist, der darf als erster weiterziehen.
Das letzte Flussteil ist die Landungsmole, dort entscheidet der Zieleinlauf der Dampfer über die jeweilige Platzierung.

## Glücksfaktor
Der Flusslauf wird über einen Würfel bestimmt, so dass man durchaus ein wenig Glück haben kann, etwa indem man gerade auf der „richtigen“ Flussseite ist und dadurch die Innenkurve hat. Trotzdem muss man die richtige Taktik im Bezug auf den Kohleverbrauch entwickeln, um nicht am Ende in die Landungsmole zu rasen, weil keine Kohle mehr da ist für entscheidende Bremsmanöver. Dadurch, dass der Spieler, der ganz vorne steht, den ersten Zug in einer Runde machen muss, kann ein hinterer Spieler schon auf ein neues Flussstück reagieren, während der erste Spieler ins „Dunkle“ navigieren muss.

## Entwicklung und Erweiterung
Das Spiel wurde von dem Lehrer und Brettspielautor Werner Hodel entwickelt. Er nahm mit seinem Schlauchbootrennspiel Rafting 1995 bei dem Wettbewerb für Spieleautoren des „Hippodice Spieleclub e. V.“ teil und erreichte den 3. Platz, wodurch es die Aufmerksamkeit von Wolfgang Lüdtke von Goldsieber Spiele erregte. Dieser sicherte sich den Prototypen und entwickelte diesen mit Hodel weiter. Anfang 1997 erschien das Spiel als Mississippi Queen zur Nürnberger Spielwarenmesse bei Goldsieber als erste Veröffentlichung Hodels in einem größeren Verlag, ein Jahr später brachte es Rio Grande Games auf den englischsprachigen Markt.
Mississippi Queen wurde im 1997 Spiel des Jahres. Die Erweiterung Mississippi Queen: The Black Rose erschien 1998. Wichtigste Neuerung war, dass das Spiel nun für 2 bis 6 Spielern spielbar war (statt nur 3 bis 5) und ein neutraler Dampfer Black Rose hinzu kam. Zudem lagen neue Spielplanteile bei, die vor allem Hindernisse bringen.
2019 wurde das Spiel zusammen mit der Erweiterung „The Black Rose“ im Rahmen eines Crowdfunding-Projektes der Spieleschmiede der spiele-offensive.de durch den niederländischen Verlag Keep Exploring Games mit einem neuen Design neu aufgelegt.

## Belege
1. 1 2  Edwin Ruschitzka: Der Autor des „Spiel des Jahres“: Werner Hodel - Unbeschriebenes Blatt. In: spielbox Heft 4/97, September/Oktober 1997.
2. ↑  Mississippi Queen auf der Seite des Spiel des Jahres e.V, abgerufen am 19. November 2024.
3. ↑  Spieletest.at: Mississippi Queen – The Black Rose
4. ↑  [Spieleschmiede] Das Spiel des Jahres 1997 in der Spieleschmiede! In: spielen.de. 10. Juli 2019, abgerufen am 15. Oktober 2024.